# Giuseppe Panini
Giuseppe Panini (Pozza di Maranello, 9 novembre 1925 – Modena, 18 ottobre 1996) è stato un imprenditore italiano, fondatore delle Edizioni Panini di Modena.

## Biografia
Nato a Pozza di Maranello, quarto figlio e primo maschio di Antonio Panini (1897-1941) e Olga Cuoghi (1900-1987), si trasferisce ben presto a Modena con la numerosa famiglia (quattro sorelle e quattro fratelli, fra cui Franco Cosimo, titolare in seguito dell'omonima casa editrice) a seguito del padre che lavorava presso l'Accademia Militare.
La prima svolta della sua vita è stata quando la famiglia acquista nel 1945 un'edicola in corso Duomo, nel pieno centro di Modena, che avvicina i Panini al mondo editoriale. Nel 1956 fonda assieme al fratello Benito un'agenzia di distribuzione di quotidiani: l'Agenzia Distribuzione Giornali Fratelli Panini.
Alla fine del 1960, Benito e Giuseppe trovano a Milano un lotto di vecchie figurine invendute delle edizioni milanesi Nannina. I fratelli lo acquistano, imbustano le figurine in bustine bianche con cornicette rosse contenenti ciascuna due esemplari e vendono le bustine a 10 lire l'una. Il successo è enorme e inaspettato: le bustine vendute toccano i 3 milioni.
Nel 1961 i Panini decidono di fare tutto con i loro mezzi, stampando le figurine in un piccolo laboratorio in via Castelmaraldo e creando anche il primo album per la loro raccolta. Le vendite vengono quintuplicate: i milioni di bustine vendute risultano 15. È ufficialmente nata la collezione Calciatori.
Nel 1964 la tipografia si sposta in via Emilio Po dove si trova tuttora e dal 1969 i fratelli iniziano ad esportare le figurine in tutto il mondo. Tutta la famiglia collabora nell'azienda, Giuseppe assume la presidenza e la carica di amministratore delegato. L'azienda rimane a gestione familiare sino al 1986, quando entra l'imprenditore Carlo De Benedetti che acquista il 25% della Panini con l'idea di quotarla in Borsa. Poi l'idea della quotazione non va in porto e nel 1989 il gruppo Maxwell rileva l'intera azienda.
Parallelamente all'attività editoriale, Giuseppe crea nel 1966 il Gruppo Sportivo Panini che diventerà una delle più importanti società di pallavolo del mondo. Nel 1973 fonda la Lega pallavolo diventandone presidente per otto anni.
Nel 1980 costituisce l'Associazione Culturale B.E.I. "Biblioteca Enigmistica Italiana", con lo scopo di promuovere la conoscenza e la pratica dell'Enigmistica, con particolare attenzione alla tradizione italiana dell'Enigmistica Classica e di curare la raccolta e la conservazione di materiali che testimoniano la vita e la storia dell'Enigmistica.
È nominato presidente della Camera di Commercio di Modena dal 1985 al 1992. È creatore di una scuola per dirigenti d'azienda e di un liceo linguistico.
Poco prima della sua morte dona alla città le sue collezioni fotografiche e di figurine.
Giuseppe Panini muore nel 1996 e viene sepolto nel cimitero di Baggiovara, presso Modena.

## Riconoscimenti
Il comune di Modena gli ha dedicato il palazzo dello sport, che ha assunto il nome popolare di PalaPanini, e ha creato in suo onore due musei: il Fotomuseo Giuseppe Panini ed il Museo della Figurina.